# 比爾·巴克納
威廉·約瑟夫·巴克納（英語：William Joseph Buckner，1949年12月14日—2019年5月27日），為前美國職棒大聯盟的一壘手及外野手，生涯22個賽季曾效力於道奇、小熊、紅襪、天使與皇家等隊。他於1980年拿下國聯打擊王，1981年入選生涯唯一一次明星賽。
他最廣為人知的就是在1986年的世界大賽第6場，當時紅襪只要再一勝就能打破貝比魯斯魔咒，然而在延長賽中，大都會隊的Mookie Wilson擊出一壘彈跳球，巴克納未能將球接進手套，讓球穿過自己腳下，也讓大都會逆轉奪勝，最終紅襪還是無緣奪冠，巴克納也承受了許多罵名。
他生涯打擊率2成89，擊出2715支安打。從大聯盟退休後，他在愛達荷州擔任地產發展商，後來還去小聯盟執教到2014年退休為止。2019年5月27日，巴克納去世，享年69歲。

## 職業生涯

### 洛杉磯道奇
1969年9月21日，年僅19歲的巴克納登上大聯盟。他代打上陣擊出內野高飛球遭到接殺。
1970年開季，他的打擊率僅1成21，沒有擊出任何全壘打。不過被下放至3A後，他的打擊率高達3成35，他在9月進入球隊的擴編名單。9月到10月，他的打擊率為2成57。
1971年，巴克納進入道奇的開季先發名單，擔任左外野手。雖然他也一度擔任一壘手，不過道奇陣中有一名拿下金手套獎及國聯MVP的一壘手史蒂夫·賈維，因此巴克納在道奇只能擔任外野手。1974年，巴克納首次參與世界大賽，他在系列賽打擊率2成50，1轟1分打點，最終道奇1勝4敗不敵運動家。
他在道奇隊生涯打擊率2成89，38轟277分打點。

### 芝加哥小熊
1976年球季，道奇隊用巴克納、Iván DeJesús和Jeff Albert向小熊隊換來了瑞克·蒙戴和Mike Garman。該年巴克納的膝蓋受到葡萄球菌感染，因此球隊將他改練為一壘手。道奇隊在瑞克·蒙戴的加入後，於1977年和1978年皆闖進世界大賽，成為國聯西區強權球隊。而巴克納也成為小熊隊的球星，他4度單季打擊率超過3成，其中1980年更是以單季3成24打擊率拿下國聯打擊王。1981年，他生涯首度入選明星賽。
1984年，巴克納的守備位置漸漸被新人Leon Durham取代，加上巴克納當時與球團的管理層發生不合，因此他被交易至紅襪隊。
他在小熊隊8個球季，他的打擊率為3成，81轟516分打點。

### 波士頓紅襪

#### 1986年世界大賽
1984年球季，小熊隊用巴克納向紅襪交易來了丹尼斯·艾克斯利和Mike Brumley。有了巴克納的加入，紅襪的戰績也從原本的東區第六爬上了東區第四。
1985年，巴克納全勤出賽，打擊率2成99，16轟及生涯新高的110分打點。該年他還締造了單季184次助殺，為大聯盟一壘手的紀錄，直到2009年才被亞伯特·普荷斯打破。
1986年9月，他的打擊率為3成40，8轟22分打點。該年的美聯冠軍賽，當時紅襪1勝3敗落後天使，第5場第9局還落後3分，巴克納擊出他本場唯一一支安打，這支安打也開啟了紅襪的反攻氣勢。最終紅襪4勝3敗逆轉勝出，進入世界大賽。
前5場打完，紅襪3勝2敗聽牌。第6場，兩隊3比3平手進入延長賽。紅襪在10局上得到2分，雖然巴克納該場表現不佳，不過紅襪總教練還是繼續讓他擔任一壘手。10局下，大都會在2出局後連續擊出3支一壘安打，加上紅襪投手Bob Stanley的暴投追平比數，接著Mookie Wilson擊出一壘方向彈跳球，然而巴克納卻沒有將球接進手套，反而讓球穿過自己的腳下，最後大都會得到超前分逆轉奪勝。
到了第7場，儘管巴克納單場擊出2支安打還得到1分，不過紅襪再度遭到大都會逆轉，5比8黯然吞敗。

#### 事件餘波
巴克納的這個失誤，也讓紅襪的貝比魯斯魔咒持續發威，他也成為紅襪迷指責的對象。接下來他開始收到許多來自粉絲們的死亡威脅，就連在自家主場比賽也是噓聲一片。1987年7月23日，巴克納的打擊率為2成73，2轟42分打點，他遭到紅襪隊釋出。

### 加州天使
在被紅襪隊釋出之後，巴克納與加州天使簽約。合計他在天使隊出賽76場，打擊率2成88，3轟41分打點。

### 堪薩斯市皇家
1988年5月9日，他被天使隊釋出，隨後與皇家隊簽約。總計他出賽168場，打擊率2成39，4轟50分打點。

### 重回波士頓
1990年成為自由球員後，巴克納重回波士頓。該年4月25日，他擊出了個人生涯最後一轟，也是他生涯第一支場內全壘打。
1990年6月5日，巴克納宣布退休。他在紅襪隊出賽526場，打擊率2成79，48轟324分打點。
合計他生涯打擊率2成89，174轟，1208分打點，2715安。

## 個人生活
巴克納與妻子Jody育有2女1子。而他兒子Bobby在大學是棒球校隊成員。
2019年5月27日，巴克納因路易氏體失智症去世，享年69歲。

## 外部連結
- 球員資訊和成績在MLB ，ESPN ，Retrosheet ，Baseball Reference ，Baseball Reference (Minors) ，Fangraphs ，The Baseball Cube ，Baseball Almanac （英文）
- 台灣棒球維基館：比爾·巴克納 （页面存档备份，存于）（繁體中文）